# Alamo

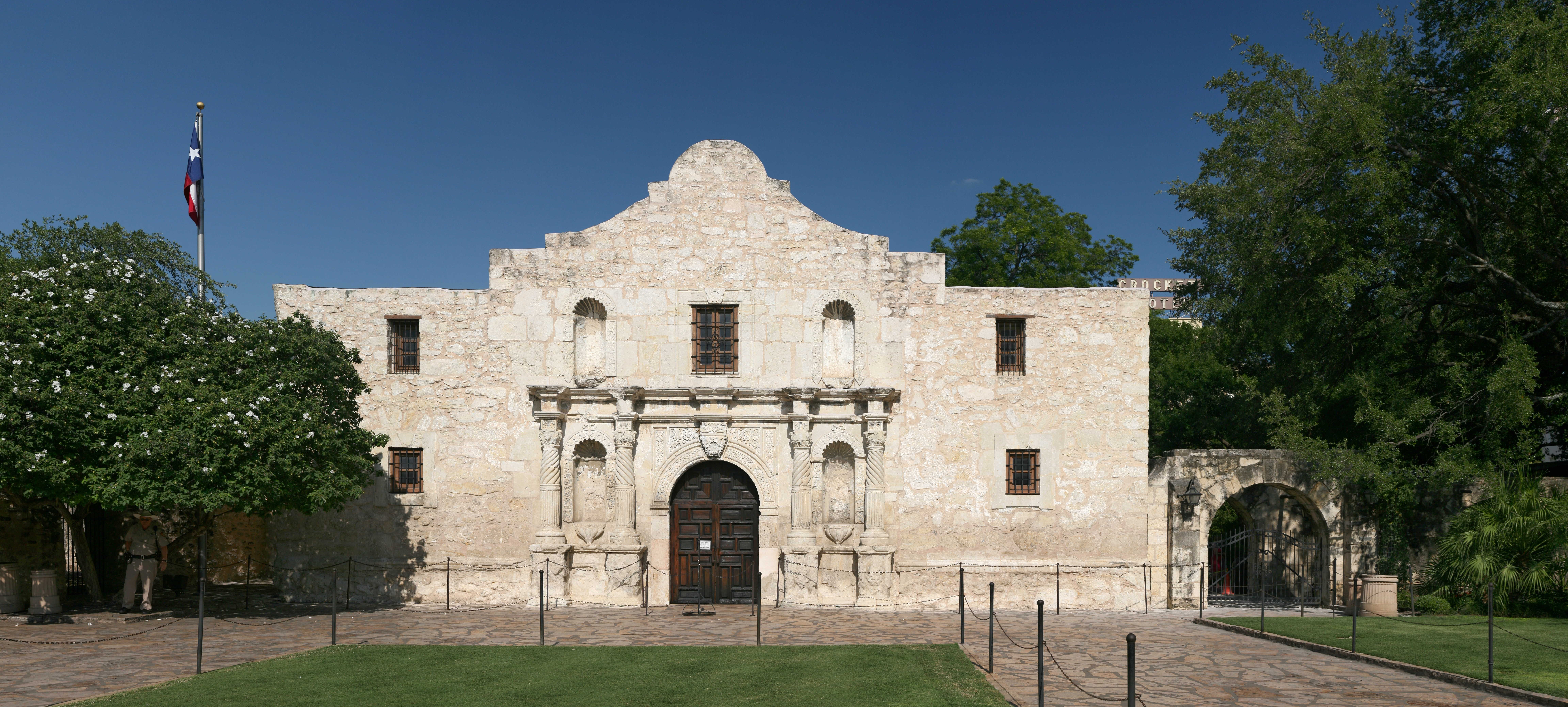
La missione di Alamo

Alamo (lett. "pioppo" in spagnolo) è una missione coloniale spagnola situata nel centro storico di San Antonio, in Texas. La sua denominazione ufficiale era Missione di San Antonio de Valero. Costruita da un sacerdote francescano, Antonio de Olivares, grazie alla manodopera di una tribù di indios Payaya, sebbene venga spesso chiamata anche Fort Alamo, originariamente era concepita come missione a scopo religioso; è diventata fortificazione solo in seguito agli scontri fra statunitensi e messicani.

## Storia

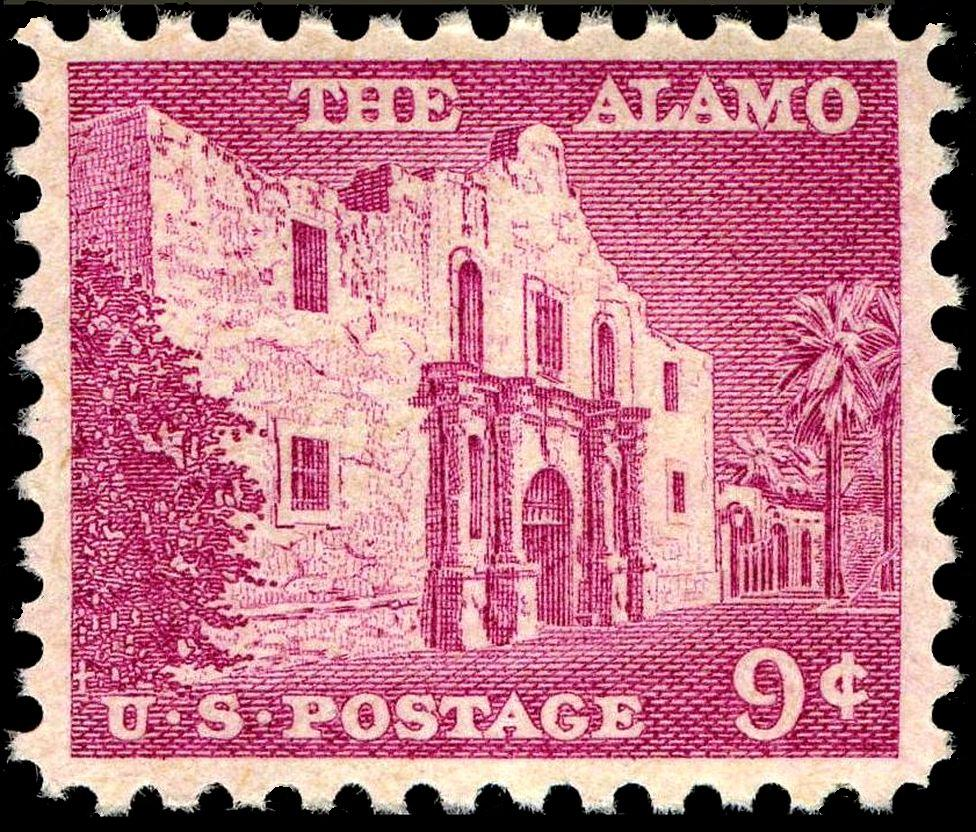
Francobollo emesso nel 1956 che raffigura la facciata della missione di Alamo.

La Missione di San Antonio de Valero venne fondata dagli spagnoli nel 1716 per convertire i nativi al cristianesimo ma quando venne secolarizzata nel 1793 fu prima abbandonata e 10 anni dopo occupata da una compagnia di militari messicani che la ribattezzarono Alamo.
Durante la rivoluzione di alcune province messicane contro il presidente e dittatore Santa Anna fu usata come base per le truppe del Generale Cos e attaccata dai ribelli texani. Sconfitto, Cos fu costretto ad abbandonare l'Alamo che fu fortificato dai ribelli e resistettero per alcuni giorni all'esercito messicano nell'omonima battaglia di Alamo fino a che il 6 marzo 1836 Santa Anna lanciò un attacco in forze contro i ribelli, i quali caddero tutti in battaglia; alcuni difensori si arresero, ma vennero fucilati.

## Filmografia correlata
- 1955 - Alamo (The last command) di Frank Lloyd;
- 1960 - La battaglia di Alamo (The Alamo) di John Wayne che ricevette 7 nomination al premio Oscar;
- 2004 - Alamo - Gli ultimi eroi (The Alamo) di John Lee Hancock;